# それはキッスで始まった
「それはキッスで始まった」（それはキッスではじまった）は、1970年2月20日に発売されたジャッキー吉川とブルー・コメッツの楽曲である。作詞はなかにし礼、作曲は井上忠夫による。曲の構成としては非常に短いイントロとサビのコーラスから入り、井上忠夫と三原綱木が間奏でトランペットを演奏するというインパクト重視の今までにない構成となった。
B面は「あじさい色の恋」（あじさいいろのこい）。サビにオペラ風の女性コーラスが入った歌謡曲風の楽曲となっている。
レコードのディスクジャケットはメンバーの集合写真で、井上忠夫と三原綱木がトランペットを持っている。
1970年にフジテレビ系列で放送されたバラエティ番組『祭りだ!ワッショイ!』のワンコーナー「おたのしみアニメ劇場（歌謡アニメ劇場）」において、ブルー・コメッツの歌う「それはキッスで始まった」が使用された。

## 収録曲
※全編曲:森岡賢一郎
| #         | タイトル                   | 作詞         | 作曲      | 時間 |
| --------- | -------------------------- | ------------ | --------- | ---- |
| 1.        | 「それはキッスで始まった」 | なかにし礼   | 井上忠夫  | 2:34 |
| 2.        | 「あじさい色の恋」         | 万里村ゆき子 | 小田啓義  | 2:30 |
| 合計時間: | 合計時間:                  | 合計時間:    | 合計時間: | 5:04 |